# الانتخابات التشريعية الليبية 2022
الانتخابات التشريعية الليبية 2022، هي انتخابات تشريعية مقبلة في ليبيا، كان من المقرّر أن تجرى في يناير 2022، وذلك بعد الانتخابات الرئاسية التي كانت ستجرى في 24 ديسمبر 2021. كان من المخطط أن تجرى الانتخابات الرئاسية والبرلمانية في وقت سابق، إذ حُدّد تاريخ 10 ديسمبر 2018 لإجرائهما أوّل مرة، ثم أجلتا لتكونا في أوائل عام 2019 وهو ما لم يحصل.
في 8 نوفمبر 2021، أعلن رئيس المفوضية الوطنية العليا للانتخابات، عماد السايح، فتح باب الترشح للانتخابات الرئاسية والبرلمانية، على أن يستمر تلقي الطلبات للرئاسية حتى 22 نوفمبر الجاري، وللبرلمانية حتى 7 ديسمبر 2021.
لاحقا، تأجلت كل من الانتخابات الرئاسية والتشريعية الليبية إلى تاريخ غير محدد.

## وصلات خارجية
- المفوضية الوطنية العليا للانتخابات